# Faramund von Köln
Faramundus war im achten Jahrhundert der 14. Bischof von Köln. Bis auf seine Erwähnung für den Zeitraum um 711/716 bis ca. 723 sind über ihn, wie über viele Kölner Bischöfe des 6. bis 8. Jahrhunderts, kaum Einzelheiten bekannt.